# Plön
Plön (phát âm tiếng Đức: [ˈpløːn]) là huyện lỵ của huyện Plön thuộc bang Schleswig-Holstein, Đức, có dân số khoảng 13.000 người.